# Zumbach's Coat
Zumbach's Coat is een studioalbum van Iain Matthews. De titel is ontleend aan het boek Still Here; Embracing aging and dying van Ram Dass waarin een kleermaker Zumbach je maar blijft opdringen allerlei zaken te kopen die je toch niet wilt hebben. Matthews zag een verband met zijn eigen muzikale loopbaan; hij moest en zou hits schrijven van allerlei platenlabels totdat hij er genoeg van had en zijn eigen maatschappijtje begon en zelfstandig kon opereren (hij deed Zumbachs jas uit). Het gehele boek gaat over het wijzer worden met de jaren, je bent niet meer zo alom aanwezig, maar je bent er nog steeds. 
Het album is opgenomen in Buda (Texas) onder leiding van Bradley Kopp, ook muzikant in de band. 

## Musici
- Iain Matthews – zang, gitaar
- Bradley Kopp, gitaar en basgitaar
- David Webb – toetsinstrumenten
- Mark Hallman, Lorrie Singer - zang
- drumloops

## Muziek
Alle van Matthews, tenzij aangegeven.

| Nr. | Titel                                                                            | Duur |
| --- | -------------------------------------------------------------------------------- | ---- |
| 1.  | Cartwheel avenue (Matthews, Pete Droge, Frank Birch Pontoppidan, Rasmus Hedeboe) |      |
| 2.  | Flying visit                                                                     |      |
| 3.  | One door opens                                                                   |      |
| 4.  | Power                                                                            |      |
| 5.  | Blind faith                                                                      |      |
| 6.  | Contact (Matthews, Peter Droge, Nana la Cour Jacobi)                             |      |
| 7.  | Favorite son                                                                     |      |
| 8.  | July rain (Matthews, Henning Kvitness)                                           |      |
| 9.  | To be white                                                                      |      |
| 10. | The other shoe                                                                   |      |
| 11. | Start again                                                                      |      |
| 12. | The Limburg girl and the traveling man                                           |      |